# Vanuza Valadares
Vanuza Primo de Araújo Valadares (Porangatu, 11 de julho de 1972) é uma política e gestora financeira empresarial, que serviu como deputada estadual por Goiás. Filiada ao União Brasil, ocupa o cargo de prefeita de Porangatu. É casada com Eronildo Valadares que foi prefeito do mesmo município.

## Biografia

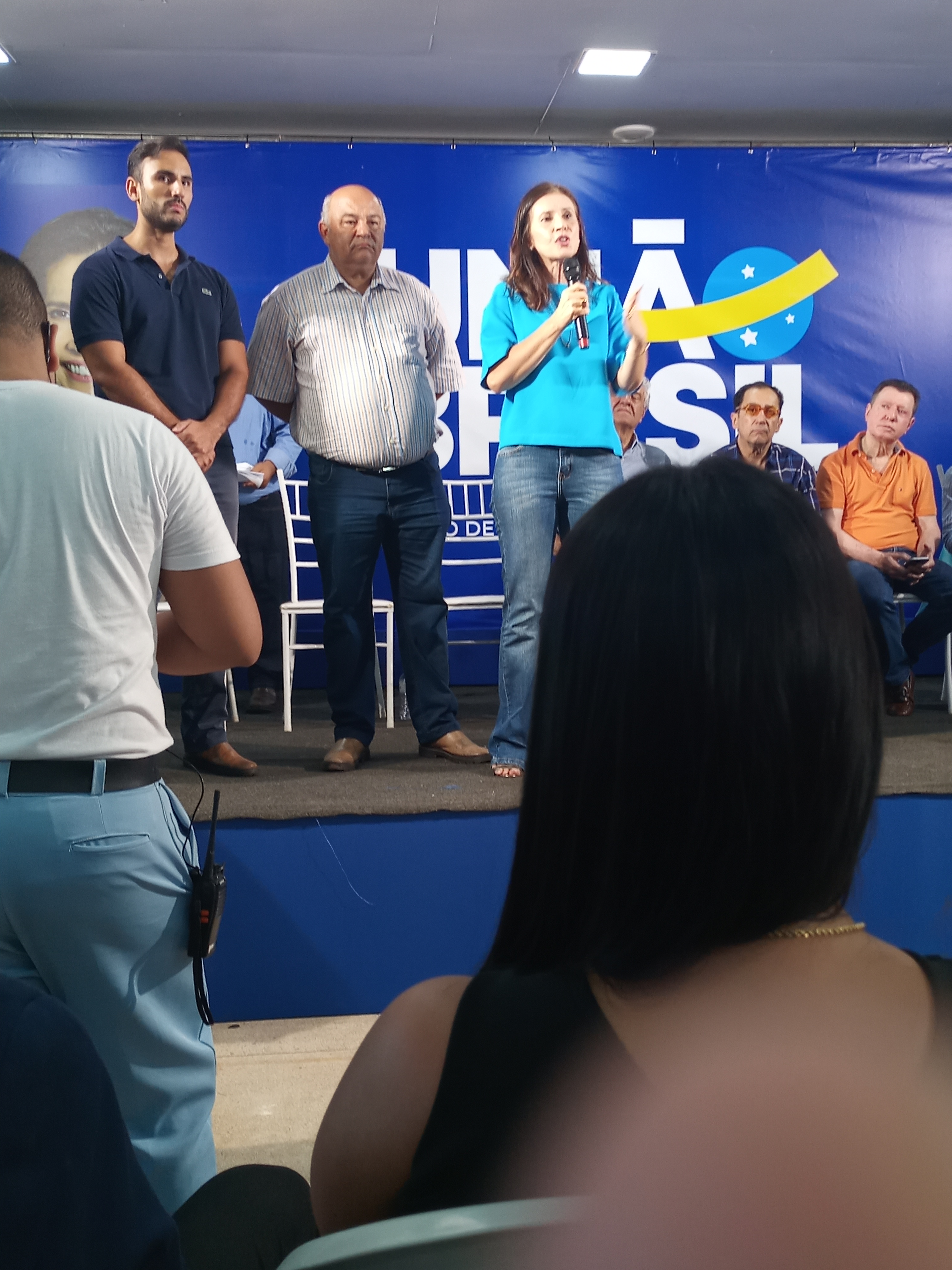
Vanuza Valadares e sua família, à esquerda seu filho Givago, suplente de deputado estadual e ao centro seu marido e ex-prefeito de Porangatu, Eronildo Valadares.

Vanuza Valadares nasceu no dia 11 de julho de 1972, na cidade de Porangatu. É filha de João Primo de Araújo e Francisca Gonçalves de Assis.
Completou o Ensino Fundamental I e II, o Médio e o Ensino Superior, tendo feito graduação em Gestão Pública pela Universidade Estadual de Goiás, e pós-graduada em Desenvolvimento Sustentável e Meio Ambiente. 
Ela se casou com Eronildo Valadares, empresário local, nascido em Babaçulândia. 
Vanuza se tornou administradora financeira das duas empresas do marido, a Valadares Empresarial e a Gráfica Valadares. Ela teve três filhos com Eronildo, Amanda, Givago e Heitor.

## Carreira política

### Deputada estadual por Goiás

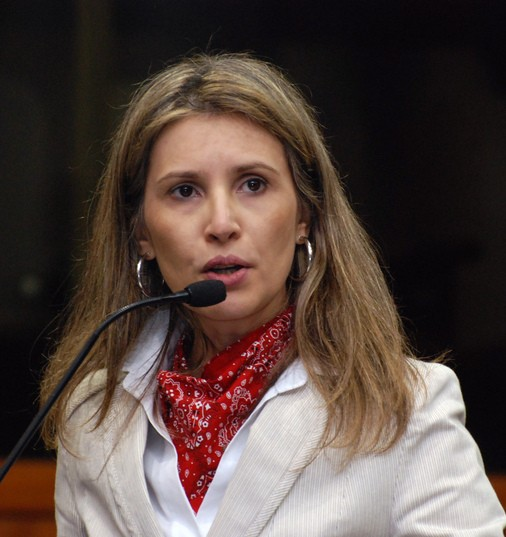
Vanuza Valadares (PSC), deputada estadual por Goiás, discursando na Assembleia Legislativa de Goiás.

Nas eleições estaduais de 2006, Vanuza foi eleita pelo Partido Social-Cristão com 12.013 votos. Como era a única pessoa eleita na Assembleia pelo PSC, ela se tornou líder de bancada.

### Primeira-dama e Secretária Municipal de Assistência Social de Porangatu
Em 2012, seu marido, Eronildo, foi eleito prefeito de Porangatu com 13.687 votos válidos, superando a candidata do PSDB e esposa de Júlio Sérgio de Melo, Glaucia Melo. Nessa época, ela foi ainda Secretária Municipal de Assistência Social até 2016, data do fim do mandato do esposo.

### Presidente doCEASA

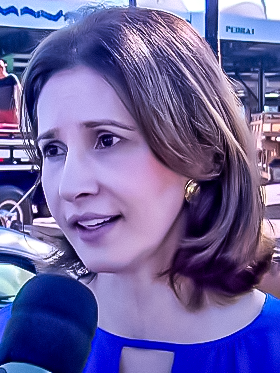
Vanuza Valadares, presidente do CEASA-GO em entrevista à Record Goiás.

Em 2019, ela foi indicada pelo governador Ronaldo Caiado para assumir a presidência do Centro de Abastecimento do Estado de Goiás, Ceasa. 
Vanuza tomou posse em 20 de agosto do mesmo ano, como a vigésima oitava pessoa à ocupar esse cargo.Ela transmitiu o cargo a Wilmar Gratão em 2020.

## Gestão Vanuza Valadares na Prefeitura de Porangatu (2021-presente)

### Eleição municipal de 2020
Vanuza e seu marido dissociaram do MDB em 2020, durante o ano eleitoral. . Em 2020, Valadares se candidatou para prefeita municipal, pela coligação Porangatu Melhor, composta pelos partidos PSC, PATRIOTA, PODE, DEM, PSB, PTB, Cidadania, AVANTE,PROS,PSL e foi eleita em primeiro turno com 7.668 votos (34,88%), ou seja, maioria relativa, na Eleição municipal de Porangatu em 2020.
Ela venceu por uma diferença de 45 votos sobre o candidato do MDB, Márcio Luís da Silva, no dia 15 de novembro de 2020.Foi a primeira mulher eleita como prefeita da cidade.

### Secretariado
Logo após tomar posse, em 1 de janeiro de 2021, anunciou os 16 membros de seu secretariado.
| 16.º Gabinete da Gestão Municipal de Porangatu | 16.º Gabinete da Gestão Municipal de Porangatu |
| ---------------------------------------------- | ---------------------------------------------- |
| Chefia de Gabinete                             | Netto Reis                                     |
| Pasta                                          | Incumbente                                     |
| Administração                                  | Rafael Miguel                                  |
| Assistência Social                             | Larissa Paiva                                  |
| Comunicação                                    | Dayane Ceci                                    |
| Controle Interno                               | Igor Guimarães                                 |
| Convênio (PORANGATUPREV)                       | Marlúcia Dourado                               |
| Educação                                       | Neide Moura                                    |
| Esportes                                       | Arnaldo Chaveiro                               |
| Finanças                                       | Manoel Toledo                                  |
| Gestão                                         | Onésimo Pereira                                |
| Habitação e Urbanismo                          | Marta Pereira                                  |
| Meio Ambiente                                  | Maria Francisca Chica do Clóvis                |
| Saúde                                          | Rosilene Balieiro                              |
| Trânsito (AMTT)                                | Pedro Augusto                                  |
| Transporte e Obras                             | Romilton Pereira                               |
| Assessoria Jurídica                            | Avelino e Marcelo Pereira                      |

### Pandemia da Covid-19
O Hospital de Campanha (HCamp) de Porangatu, havia sido inaugurado em uma parceria entre o governo de Fernandes e o governo estadual, de Ronaldo Caiado. Com a superlotação do Hospital, por meio de decretos e mudanças, foi encerrado o Hospital de Campanha, retomando o status quo anterior de Hospital Municipal.  A superlotação estrutural do HCamp, resultou ainda em acúmulos de cirurgias eletivas. Também estavam ocorrendo quedas de energia, resultando em numerosas mortes, acontece que diversas denúncias à Polícia Civil e a Câmara Municipal, comunicaram que o alternador do gerador de energia do hospital devia ter sido trocado 20 dias antes de mais duas mortes ocorrerem.

### Tempestade de Porangatu em 2021
Em 8 de setembro de 2021, um forte vendaval atingiu o munícipio de Porangatu. Esse vendaval resultou em destruições de variadas residências, de duas torres de transmissão, derrubada de 50 árvores e na destruição do Terminal Rodoviário do Munícipio. A rede elétrica do munícipio, até então sob responsabilidade da Enel Distribuição Goiás, foi severamente afetada e vários apagões ocorreram. Danos à rede de saneamento e abastecimento, sob comando da Saneago, foram notificados. foi decretado Estado de Calamidade, a escola Jesuíno Gonçalves passou a servir de abrigo emergencial às famílias que tiveram as casas destelhadas, e o posto Presidente funcionou como posto de embarque e desembarque de passageiros, subsequentemente houve a transferência de terminal.

### Operação Laboratórios Premiados

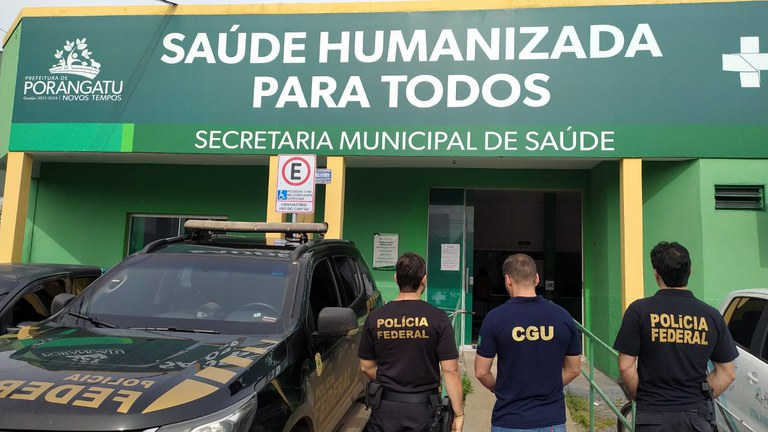
A Polícia Federal e a Controladoria-Geral da União efetuam operação na Secretaria Municipal da Saúde de Porangatu.

Em 16 de março de 2023, a Polícia Federal por ordem da Controladoria-Geral da União, realizou uma operação denominada Laboratórios Premiados, para investigar irregularidades na Secretaria Municipal de Saúde, envolvendo corrupção e trocas numerosas dos chefes da secretaria. A investigação envolvia 11 anos e 4 gestões, a de José Osvaldo da Silva, Eronildo Lopes Valadares, Pedro João Fernandes e a própria Vanuza. Em seguida, Valadares exonerou o titular da pasta da Saúde, Neto Reis e nomeou o vereador Geraldo "Santa Rita" para assumir a Secretaria. A segunda fase da Operação foi deflagrada em 27 de março de 2024.
A investigação contra Valadares foi suspensa pelo Superior Tribunal de Justiça, por determinação do ministro Messod Azulay, que aceitou a argumentação de que a operação dá-se embasada por uma denúncia vazia e que, Vanuza precisava ter equidade com os demais candidatos no período eleitoral.

### Reforma daPraça Ângelo Rosa
Em 2023, realizou uma reforma na principal praça de Porangatu, a praça Ângelo Rosa de Moura, que homeanegeia o primeiro prefeito eleito de Porangatu, Ângelo Rosa de Moura. A inauguração ocorreu em 22 de março de 2024.

### Filiação ao União Brasil
Em 30 de setembro de 2023, deixou o Podemos, filiando-se ao União Brasil. Estiveram presentes na cerimônia: Jorge Kajuru, senador, José Nelto, deputado federal e de Ronaldo Caiado, então governador de Goiás, que homologou a filiação de Vanuza.

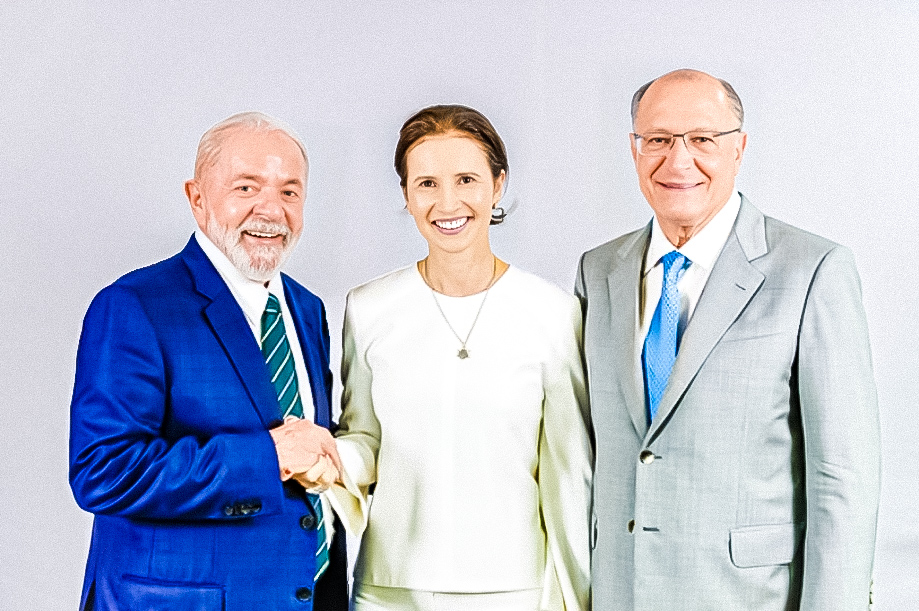
Vanuza Valadares, Luiz Inácio Lula da Silva e Geraldo Alckmin, na cerimônia de anúncio de abertura de 100 novos Institutos Federais, incluindo um em Porangatu.

### Abertura do Campus doInstituto Federal de Goiás
Em 12 de março de 2024, o então presidente do Brasil, Luiz Inácio Lula da Silva anunciou a abertura de 100 novos campus do Instituto Federal, incluindo um em Porangatu. O anúncio advinha de solicitações de Vanuza em conjunto com o deputado federal José Nelto.
|                                            |  |                                     |
| Foto para urna de Vanuza Valadares (UNIÃO) |  | Foto para a urna de Mauricio da GEP |

### Campanha de reeleição
Com as eleições municipais no Brasil em 2024, Vanuza foi anunciada como candidata à reeleição pelo União Brasil, tendo como candidato a vice-prefeito, José Mauricio da Gep Amaral, do Movimento Democrático Brasileiro; durante convenção partidária, presenciada pelo deputado federal José Nelto. Com 11.739 votos, ou 50,83% dos votos válidos, se reelegeu como prefeita de Porangatu no turno único.